# El Gavilán, Chiapas
El Gavilán är en ort i Mexiko.   Den ligger i kommunen Motozintla och delstaten Chiapas, i den sydöstra delen av landet, 900 km sydost om huvudstaden Mexico City. El Gavilán ligger 1 746 meter över havet och antalet invånare är 215.
Terrängen runt El Gavilán är kuperad söderut, men norrut är den bergig. Runt El Gavilán är det ganska tätbefolkat, med 134 invånare per kvadratkilometer. Närmaste större samhälle är Motozintla de Mendoza, 4,2 km nordost om El Gavilán. I omgivningarna runt El Gavilán växer i huvudsak städsegrön lövskog.